# Wereldkampioenschappen jiujitsu 2004
De Wereldkampioenschappen jiujitsu 2004 waren door de Ju-Jitsu International Federation (JJIF) georganiseerde kampioenschappen voor jiujitsuka's. De zesde editie van de wereldkampioenschappen vond plaats van 26 tot 28 november 2004 in het Spaanse Móstoles.

## Uitslagen

### Heren
| Gewichtsklasse | Goud             | Zilver             | Brons            | Brons            |
| -------------- | ---------------- | ------------------ | ---------------- | ---------------- |
| –62 kg         | Javier García    | Marko Šikonja      | André Hötzel     | Leonel Catalano  |
| –69 kg         | Wolfgang Heindel | Ferry Hendriks     | Julien Boussuge  | Christian Mattle |
| –77 kg         | Barry van Bommel | Dragan Milutinović | Marek Krajewski  | Sami Loussif     |
| –85 kg         | Andreas Kuhl     | David Amores       | Franck Vatan     | Gertjan Hofland  |
| –94 kg         | Uwe Steinmetz    | Grzegorz Zimoląg   | Fernando Segovia | Vincent Parisi   |
| +94 kg         | Frédéric Husson  | Josef Geddert      | Dariusz Zimoląg  | Mihai Neaga      |

### Dames
| Gewichtsklasse | Goud               | Zilver          | Brons         | Brons           |
| -------------- | ------------------ | --------------- | ------------- | --------------- |
| –55 kg         | Jeanne Rasmussen   | Annabelle Reydy | Monika Dikow  | Minerva Montero |
| –62 kg         | Nicole Sydbøge     | Judith de Weerd | María Merin   | Isabelle Bacon  |
| –70 kg         | Lindsay Wyatt      | Aurora Fajardo  | Eila Günther  | Mélanie Lavis   |
| +70 kg         | Agnieszka Chlipała | Tanja De Leeuw  | Seher Dumanli | Maria Engström  |

### Duo's
| Categorie | Goud                             | Zilver                               | Brons                           | Brons                              |
| --------- | -------------------------------- | ------------------------------------ | ------------------------------- | ---------------------------------- |
| Heren     | Laurent Beard Julien Hellouin    | Alexandre Barrero Gil García         | Dejan Kink Gorazd Kostevc       | Barry van Bommel Ron Soechit       |
| Dames     | Katharina Beisteiner Eva Ehrlich | Danijela Burzan Dragana Burzan       | Nadin Altmüller Stefanie Satory | Vanja Preskar Vita Preskar         |
| Gemengd   | Barry van Bommel Silvia Alvarez  | Andreas Zürcher Marianne Schillinger | Michele Vallieri Linda Ragazzi  | David Heiremans Séverine Heiremans |

1994 ·
1996 ·
1998 ·
2000 ·
2002 ·
2004 ·
2006 ·
2008 ·
2010 ·
2011 ·
2012 ·
2014 ·
2015 ·
2016 ·
2017 ·
2018 ·
2019 ·
2021 ·
2022